# Maojing, Gansu
Maojing är en köping i nordvästra Kina. Den ligger i Huan härad i Qingyang i provinsen Gansu, omkring 260 kilometer öster om provinshuvudstaden Lanzhou. Antalet invånare är 11 888. Befolkningen består av 5 712 kvinnor och 6 176 män. Barn under 15 år utgör 16,0 %, vuxna 15-64 år 75 %, och äldre över 65 år 8,0 %.